# Labrocerus curticornis
Labrocerus curticornis är en skalbaggsart som beskrevs av Sharp 1908. Labrocerus curticornis ingår i släktet Labrocerus och familjen ängrar. Inga underarter finns listade i Catalogue of Life.